# Verdades ocultas
Verdades ocultas est une telenovela chilienne diffusée entre le 24 juillet 2017 et le 20 juin 2022 sur Mega.
À l'heure actuelle, il s'agit de la plus ancienne telenovela de la télévision chilienne.

## Acteurs et personnages
- Camila Hirane : Rocío Verdugo / Rocío Mackenna
- Carmen Zabala : Agustina Mackenna / Rosa Flores
- Matías Oviedo : Tomás Valencia / Tomás Mackenna
- Cristián Arriagada : Diego Castillo
- Francisca Gavilán : Eliana Zapata
- Viviana Rodríguez : María Luisa Guzmán
- Juan Falcón : Francesco Leone
- Cristián Carvajal : Samuel Diez
- María José Necochea : María Angélica Barraza
- Emilio Edwards : Nicolás Walker
- Julio Jung Duvauchelle : Ricardo San Martín
- Nicolás Saavedra : Rafael Silva
- Alejandra Oviedo : Elsa
- María Jesús Miranda : Javiera Diez
- Renato Jofré : Gonzalo Verdugo
- Luna Martínez : Claudia Cárdenas
- Camilo Carmona : Marco Tapia
- Clara Larraín : Valentina Urrutia
- Beltrán Izquierdo : Cristóbal Tapia
- ? : Benjamín Silva Verdugo
- Dominique Jimenez: Sofía Walker Cárdenas
- ? : Carmen
- Claudia Pérez : Prima de Francesco
- Bárbara Ríos : Sonia

### Anciens acteurs
- Javiera Díaz de Valdés : Amelia Rivera / Agustina Mackenna
- Marcela Medel : Laura Flores
- Carmen Gloria Bresky : Gladys Núñez
- Osvaldo Silva : Rodolfo Mackenna
- Mauricio Pesutic : Mario Verdugo
- Renato Munster : José Soto
- María de los Ángeles García : Maite Soto
- Ricardo Vergara : Franco Soto
- Macarena Teke : Nadia Retamales
- Norma Norma Ortíz como Maruja Pérez
- Carmen Gloria Bresky : Raquel Flores / Raquel Núñez
- Rocío Toscano : Roxana Diez Núñez
- Carlos Díaz : Leonardo San Martín
- Teresita Reyes : Gabriela Marín
- Julio Milostich : Pedro Mackenna
- Paula Sharim : Isabel Guzmán
- Alejandro Trejo : Genaro Silva
- Begoña Basauri : Muriel Droguett
- Santiago Tupper : Alonso Toledo
- Andrea Eltit : Belma Halabí
- Nicolás Brown : Eduardo Fuentes Pérez
- Antonia Giesen : Paula Fuentes Pérez
- Khaled Darwich : Sebastián Mackenna Guzmán
- Paulina Eguiluz : Gloria Zúñiga
- Claudia Hidalgo : Viviana Leiva
- María Angélica Luzzi : Teresa Durán
- Lorena Prada : Olga Salazar
- Catalina Vera : Marisol Sánchez
- Catalina Silva : Isidora Undurraga
- Mariano Arce : Tomás Valencia Mackenna

### Acteurs mineurs
- Sofía García : María Luisa Guzmán (Adolescente)
- Hernán Contreras : Emilio Velásquez
- Julio César Serrano : Conserje
- Carlos Martínez : Dr Gustavo Lama
- Carlos Briones : Jairo
- Joaquín Emilio : Maestro espiritual
- Fernando Olivares : Comisario Montero
- Claudia Tapia Mendoza : Laura Flores (adolescente)
- Cristian Soto Marabolí : Pedro Mackenna (adolescent)
- Alondra Valenzuela : Agustina Mackenna (jeune)
- Catalina Silva : Isidora Undurraga
- Catalina de la Cerda : Florencia
- Jorge Denegri : père de Isidora
- Felipe Jaroba : Gendarme Miguel
- Romeo Singer : docteur de Rafael
- Bárbara Mundt : juge
- Cristián Alegría : avocat de Pedro Mackenna
- Francisco González : Camilo San Martín
- Sebastian Goya : Joaquín Neira

## Diffusion
- Mega
- Teledoce
- Red Uno

### Sources
- (es) Cet article est partiellement ou en totalité issu de l’article de Wikipédia en espagnol intitulé « Verdades ocultas (telenovela) » (voir la liste des auteurs).